# Ficus brevibracteata
Ficus brevibracteata är en mullbärsväxtart som beskrevs av Burger. Ficus brevibracteata ingår i släktet fikonsläktet, och familjen mullbärsväxter. Inga underarter finns listade i Catalogue of Life.